# هولتسزوسرا
هولتسزوسرا (به آلمانی: Holzsußra) یک شهر در آلمان است که در تورینگن واقع شده‌است. هولتسزوسرا ۳۱۸ نفر جمعیت دارد.